# إمبراطورية آشانتي
كانت إمبراطورية (أو كونفيدرالية) آشانتي (أو آسانتي)، وأيضًا أسانتيمان (Asanteman) (من 1701 حتى 1896) إحدى دول آشانتي في غرب إفريقيا وشعب آكان في إقليم أشانتي، أكانلاند. وتعد الأشانتي (أو أسانتي) مجموعة فرعية من الآكانيين، وهو الشعب الأقوى والمجهز بدرجة عالية من العسكرية والانضباطية في غرب إفريقيا. وأسست قواتهم العسكرية، التي جاءت نتيجة إستراتيجية فعالة إضافة إلى الاعتماد المبكر على الأسلحة النارية الأوروبية، الإمبراطورية الممتدة من وسط أكانلاند المعروفة إلى يومنا هذا بـ بنين وساحل العاج وتحدُها مملكة داجومبا ( Dagomba) شمالاً وداهومي (Dahomey) شرقًا. ونظرًا لبراعة الإمبراطورية العسكرية والتسلسل الهرمي الرفيع والتطابق الاجتماعي والثقافي، كان لإمبراطورية آشانتي واحدة من أكبر التدوينات التاريخية لأي كيان سياسي للسكان الأصليين في أفريقيا جنوب الصحراء.
أما اليوم فلا يزال النظام الملكي لآشانتي هو الحاكم للبلاد كحماية دستورية إضافة إلى التقاليد الوطنية الفرعية للدولة في أكانلاند. علمًا بأن رئيسها الحالي هو أتومفو أوسي توتو الثاني الأسانتهين (Otumfuo Osei Tutu II Asantehene) والسيدة الأولى هي زوجته السيدة جوليا أوسي توتو، واسمها قبل الزواج جوليا أما أدزابا أمانينج (Julia Ama Adwapa Amaning).

## النشأة
ربما هاجر الأشانتيون القدماء من منطقة مجاورة للشمال الغربي لنهر النيجر أثناء بعض مراحل إمبراطورية غانا. وقد أثبت اللغويون هذه الهجرة عن طريق تتبع استخدام الكلمة وأنماط الكلام على امتداد غرب إفريقيا. وهاجرت الشعوب الأشنتية وغيرها من شعوب آكان في الفترة بين القرنين العاشر والثاني عشر الميلادي إلى حزام الغابات المعروف في الوقت الحاضر بأكانلاند حيث تأسست عدة ولايات. وأصبح شعب آكان من الشعوب الثرية عندما بلغت الإمبراطورية ذروة مجدها أثناء تداول تجارة الذهب الموجود في أراضيها.

## تأسيس المملكة
لقد تمركزت المنظمة السياسية لآكان على القبائل التي يرأسها أحد كبارها العظماء أو أمانهيني (Amanhene). حيث استقرت إحدى القبائل، مثل أويوكو (Oyoko)، في منطقة الغابات شبه الاستوائية لأكانلاند وأسست مركزًا لها في كوماسي (Kumasi). وأصبح الشعب الأشانتي روافد لدولة آكان الأخرى، دينكيرا (Denkyira) ولكن بدأت أويوكو برئاسة أوتي أكينتين (Oti Akenten) في منتصف القرن السابع عشر بدمج القبائل الأشانتية إلى الكنفدرالية الحرة في مقابل دولة دينكيرا.
ويعد التمهيد لـ الكرسي الذهبي (Sika ɗwa) أداة للمركزية تحت قيادة أوسي توتو (Osei Tutu). وفقًا للأساطير، عرف الاجتماع الذي ضم جميع رؤساء القبائل في كل مستوطنة أشانتية، بالصراع السابق للاستقلال عن دولة دينكيرا. حيث أُمر في هذا الاجتماع بإسقاط الكرسي الذهبي من عليائه عن طريق أوكومفو أنوكي (Okomfo Anokye)، المرشد الكاهن أو الحكيم لأسانتهين أوسي توتو الأول وطرحه أرضًا إلى حضن أوسي توتو الأول. وصرح أوكومفو أنوكي بأن يكون هذا الكرسي ليكون رمزًا لاتحاد أسانتي الجديد (أسانتيمان) ويؤدى يمين الولاء للكرسي وأوسي توتو مثل الأسانتهين. إضافة إلى ذلك دخل اتحاد أسانتي الذي تأسس حديثًا في حرب مع دولة دينكيرا وهزمها. وظل الكرسي من الأمور المقدسة لدولة أشانتي لأنه كان يعتقد أنه يحتوي على روح سونسوم (Sunsum) أو روح الشعب الأشانتي.

### الاستقلال
في سبعينيات القرن السابع عشر، بدأ زعيم عشيرة الأويوكو، أوسي كوفي توتو الأول، اتحادًا سريعًا للأكانيين عن طريق الدبلوماسية والحرب. قاد الملك أوسي كوفي توتو الأول وكبير مستشاريه، أوكومفو كوامي فريمبونج أنوكوي، اتحادًا من الدول-المدن المؤثرة في أشانتي ضد طاغيتهم المشترك، الدينكييرا، الذين جعلوا مملكة أشانتي في وضع عبودية لهم. هزمتهم مملكة الأشانتي تمامًا في معركة فياسي، معلنةً استقلالها في عام 1701. بعد ذلك، من خلال القوة العسكرية الغاشمة والدبلوماسية اللبقة، أقنعوا قادة الدول-المدن الأخرى في أشانتي بإعلان ولائهم وتأييدهم لكوماسي، عاصمة أشانتي. منذ البداية، اتبع الملك أوسي توتو والكاهن أنوكوي سياسة إقليمية خارجية استعمارية وتوسعية. وفقًا للتراث الشعبي، اعتُقد أن أوكومفو أنوكيي قد زار أجونا-أكروفونسو.

### تحت قيادة أوسي توتو
أدرك أوسي توتو نقاط القوة في الاتحاد الفيدرالي الفضفاض لدول أكان، فقوّى من مركزية مجموعات أكان المحيطة ووسّع من سلطات النظام القضائي داخل الحكومة المركزية. نما هذا الاتحاد الفضفاض مكونًا مملكة ثم إمبراطورية تسعى نحو توسعة حدودها. كان للمناطق المحتلة حديثًا حق الاختيار بين الانضمام للإمبراطورية أو أن تصبح دولًا تابعة. وسّع أوبوكو وير الأول، خليفة أوسي توتو، من الحدود ليضم غالبية منطقة غانا. 

### التواصل الأوروبي
بدأ التواصل الأوروبي مع الأشانتي في المنطقة الساحلية على خليج غينيا في القرن الخامس عشر. أدى ذلك إلى تجارة الذهب والعاج والعبيد وبضائع أخرى مع البرتغاليين، ما ساعد على صعود ممالك مثل أشانتي. في 15 مايو 1817، دخل الرجل الإنجليزي توماس بوديتش إلى كوماسي. بقي هناك لعدة أشهر، أُعجب بها، وعند عودته إلى إنجلترا كتب كتابًا بعنوان مهمة من قلعة كيب كوست إلى أشانتي. كان مدحه للمملكة محلًا للشك، إذ تناقض مع الإجحاف المنتشر. وصل جوزيف دوبوي، أول قنصل بريطاني في كوماسي، في يوم 23 مارس 1820. توصل كل من بوديتش ودوبوي إلى معاهدة مع الأشانتيهيني. لكن الحاكم، هوب سميث، لم يكن على قدر توقعات الأشانتي.

### العبودية
كانت العبودية على مر التاريخ عرفًا في إمبراطورية الأشانتي، إذ أُخذ العبيد عادة كأسرى من الأعداء في الحرب. تراوحت رفاهية العبيد بين قدرتهم على امتلاك الثروة والتزاوج مع عائلة السيد، وحتى التضحية بهم في المراسم الجنائزية. اعتقد الأشانتي أن العبيد يتبعون أسيادهم إلى الحياة الأخرى. امتلك العبيد في بعض الأحيان عبيدًا آخرين، وتمكنوا أيضًا من المطالبة بسيد جديد إذا اعتقد العبد أو الأمة أنهم يُساء معاملتهم بشدة.
يدعي الأشانتي المعاصرون أن العبيد نادرًا ما أُسيء إليهم، وأن الشخص الذي يسيء معاملة العبد يصل إلى درجة عالية من الاحتقار في المجتمع. دافعوا عن «إنسانية» العبودية في الأشانتي عن طريق الإشارة إلى أن هؤلاء العبيد قد سُمح لهم بالزواج، وأن أطفالهم يولدون أحرارًا. إذا رغب سيد في أمة له، قد يتزوجها. إذ يفضل السيد هذا الأمر عن الزواج من سيدة حرة في زواج تقليدي، لأن الزواج من سيدة مُستعبدة سمح للأطفال بوراثة بعض من ممتلكات ومكانة الأب.
حدث هذا الأمر المفضل بشكل أساسي بسبب ما اعتقده بعض الرجال صراعهم مع نظام القرابة. تحت نظام القرابة هذا، اعتُبر الأطفال يولدون كجزء من عشيرة الأم ويحصلون على مكانتهم من عائلتها. بشكل عام، اعتُبر أخوها الأكبر مرشدًا لأطفالها، وخاصة للأولاد. حُميت الزوجة بواسطة عائلتها. شعر بعض رجال الأشانتي أكثر بالراحة من خلال الزواج بفتاة مُستعبدة أو زوجة مرهونة، إذ أنها لا تمتلك أبوسوا (الذكر الأكبر سواء كان الجد أو الأب أو العم أو الأخ) ليصلح بالنيابة عنها حين يختلف الزوجان. في حالة الزوجة المستعبدة، يتحكم السيد والزوج في أطفاله بالكامل، إذ لا يكون لها أقرباء في المجتمع.

### العلاقات البريطانية
في ديسمبر 1895، غادر البريطانيون كيب كوست بقوات حملة. وصلت الحملة إلى كوماسي في يناير 1896 بقيادة روبرت بادن باول. أمر الأشانتيهيني (الملك) شعب الأشانتي بعدم المقاومة. إذ خشي من الإبادة. بعد ذلك بفترة قصيرة، وصل الحاكم ويليام ماكسويل إلى كوماسي أيضًا.
ضم البريطانيون مناطق الأشانتي والفانتي. عُزل الأشانتيهيني أجيمان بريمبيه وقُبض عليه، وأُرسل مع غيره من زعماء الأشانتي إلى المنفى في سيشل. حُل اتحاد الأشانتي. أعلن البريطانيون رسميًا عن مستعمرة ساحل الذهب التي تشمل مملكة الأشانتي والمناطق الساحلية. وُضع المقيم البريطاني بشكل دائم في مدينة كوماسي، وبعدها بفترة قصيرة، بُني حصن بريطاني هناك.

### الانتفاضات من عام 1900 وحتى 1935
كإجراء أخير للمقاومة، شن حكام أشانتي الذين تبقوا ولم يُرسلوا إلى المنفى في سيشل هجومًا ضد المقيمين البريطانيين في قلعة كوماسي. قادت الهجوم ملكة الأشانتي يا أسانتيوا، الملكة الأم لإيجيسو. منذ 28 مارس وحتى نهاية سبتمبر 1900، تقاتل الأشانتي والبريطانيون في ما سوف يُعرف بحرب المقعد الذهبي. في النهاية، انتصر البريطانيون؛ نفوا أسانتيوا وزعماء الأشانتي الآخرين إلى سيشل لينضموا إلى بريمبيه الأول ملك الأشانتي.
في يناير 1902، أعلنت بريطانيا أخيرًا مملكة الأشانتي محمية بريطانية. أُعيدت مملكة الأشانتي إلى الحكم الذاتي في 31 يناير 1935. أُعيد ملك الأشانتي برومبيه الثاني في 1957، ودخلت مملكة الأشانتي في اتحاد سياسي مع غانا في الاستقلال عن المملكة المتحدة.

## الحكومة والسياسة
بُنيت حكومة الأشانتي اعتمادًا على بيروقراطية معقدة في كوماسي، بوجود وزراء مستقلين لإدارة أمور الدولة. والجدير بالذكر بخصوص مكتب الخارجية الموجود في كوماسي؛ على الرغم من حجمه الصغير، سمح للدولة بإجراء مفاوضات معقدة مع القوى الأجنبية. انقسم المكتب إلى أقسام لإدارة العلاقات مع البريطانيين والفرنسيين والهولنديين والعرب كل على حدا. لا يتفق الباحثون في التاريخ الأشانتي، مثل لاري ياراك وإيفور ويلكس، على سلطة تلك البيروقراطية المعقدة مقارنة مقارنة بالأشانتيهيني، ولكنهم اتفقوا على كونها إشارة على وجود حكومة متطورة بنظام معقد لفصل السلطات.

### أشانتيهيني
يجلس أشانتيهيني، وهو ملك أشانتي، على قمة هيكل السلطة في أشانتي. يُتوج كل أشانتيهيني على المقعد الذهبي المقدس، السيكا أدوا، وهو رمز لسلطة الملك العظيمة. بدأ أوسي كاوادو (1764–1777) حكم الجدارة عن طريق تعيين المسئولين المركزيين وفقًا لقدراتهم، بدلًا من أصلهم.
كملك، يتمتع الأشانتهيني بسلطة هائلة في أشانتي، ولكنه لا يحظى بالحكم الملكي المطلق. فهو يُجبر على مشاركة قدر كبير من السلطات التشريعية والتنفيذية مع البيروقراطية المعقدة في أشانتي. ولكن الأشانتهيني كان الشخص الوحيد المصرح له باعتماد أحكام الإعدام في حالات الجريمة. خلال أوقات الحرب، يعمل الملك كقائد أعلى للجيش، على الرغم أنه خلال القرن التاسع عشر كانت الحرب تُدار بشكل متزايد عن طريق وزارة الحرب في كوماسي. أُجبر كل عضو في الاتحاد على إرسال ضريبة سنوية إلى كوماسي.
حكم الأشانتهيني (ملك أشانتي بالكامل) الجميع وكان ملك مقاطعة كوماسي، عاصمة البلاد، ومملكة أشانتي. انتُخب بنفس الطريقة مثل الزعماء الآخرين. في تلك البنية الهرمية، يقسم كل زعيم أو ملك على الولاء للفرد الأعلى منه -من القرية والقسم، إلى المقاطعة، وإلى زعيم كوماسي، وفي النهاية يقسم الأشانتهيني على الولاء للدولة.
يحدد مجلس الشيوخ سلطة الأشانتيهيني، ويراقب زعماء بقية المقاطعات سلطة الملك بشكل كبير. أدى التطبيق الفعلي إلى خلق نظام من الفصل بين السلطات. حظى رمز البلاد، الأشانتيهيني، بقدر كبير من التبجيل بشكل طقسي، من الناحية الدينية اعتُبر رمزًا للناس بلحمهم ودمهم: الأحياء والأموات ومن لم يولدوا. إذا أقدم الملك على خطوة لم تحظى بتفويض مجلس الشيوخ أو الشعب، قد تُسحب منه الثقة ويعود إلى صفوف العامة.
كان وجود المنظمات الأرستقراطية ومجلس الشيوخ دليلًا على الميل نحو حكم الأقلية في حياة السياسية للأشانتي. على الرغم من أن الرجال الأكبر سنًا يميلون إلى احتكار السلطة السياسية، تأسست منظمة للشباب في أشانتي، النميرانتي، والتي تميل نحو جعل العملية السياسية أكثر ديمقراطية وتحررًا. لا يتخذ مجلس الشيوخ إجراءاته إلا بعد استشارة ممثلي النميرانتي. لا بد من اتخاذ آرائهم بجدية وإضافتها إلى المحادثات.

## معرض صور

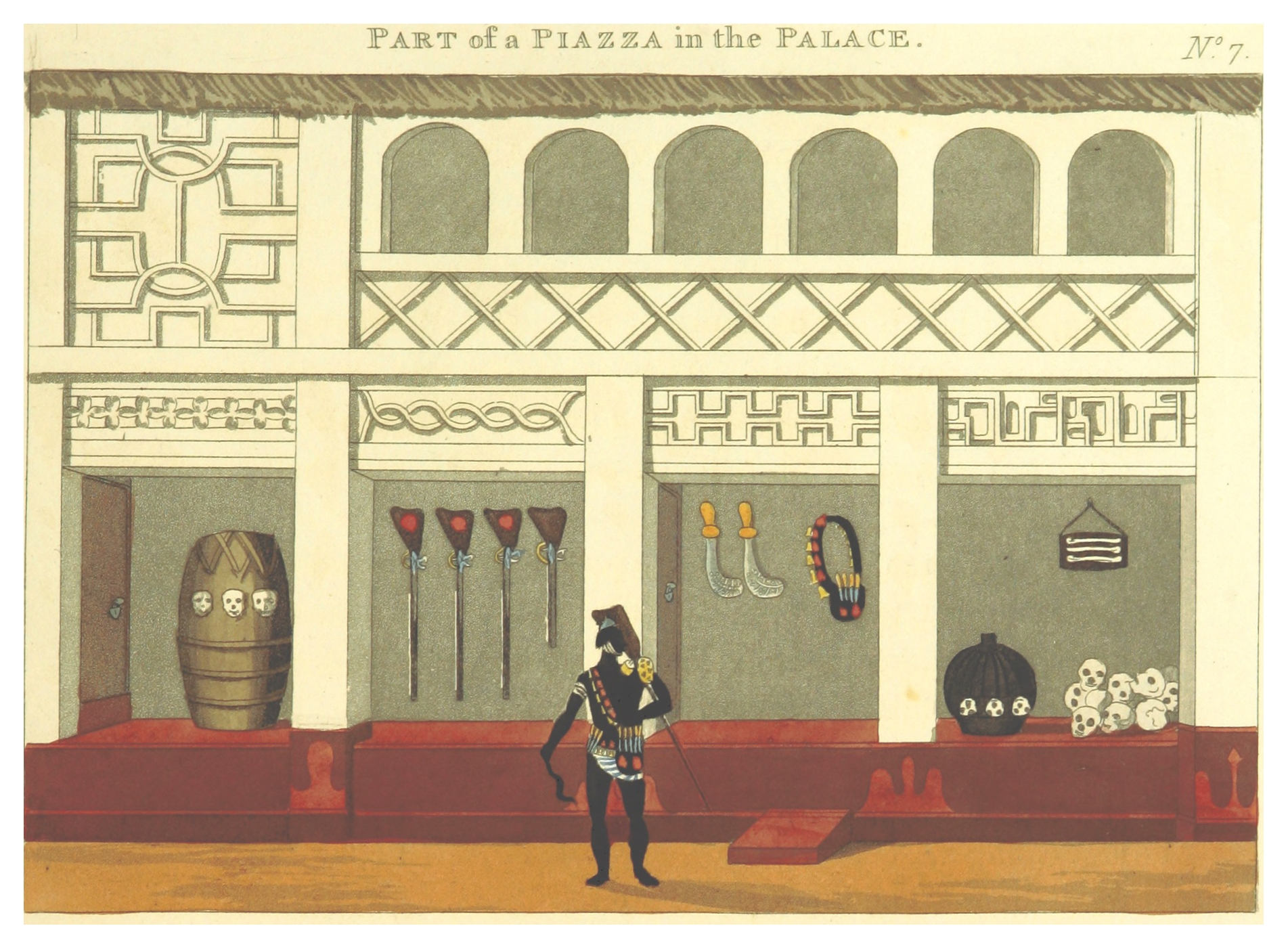
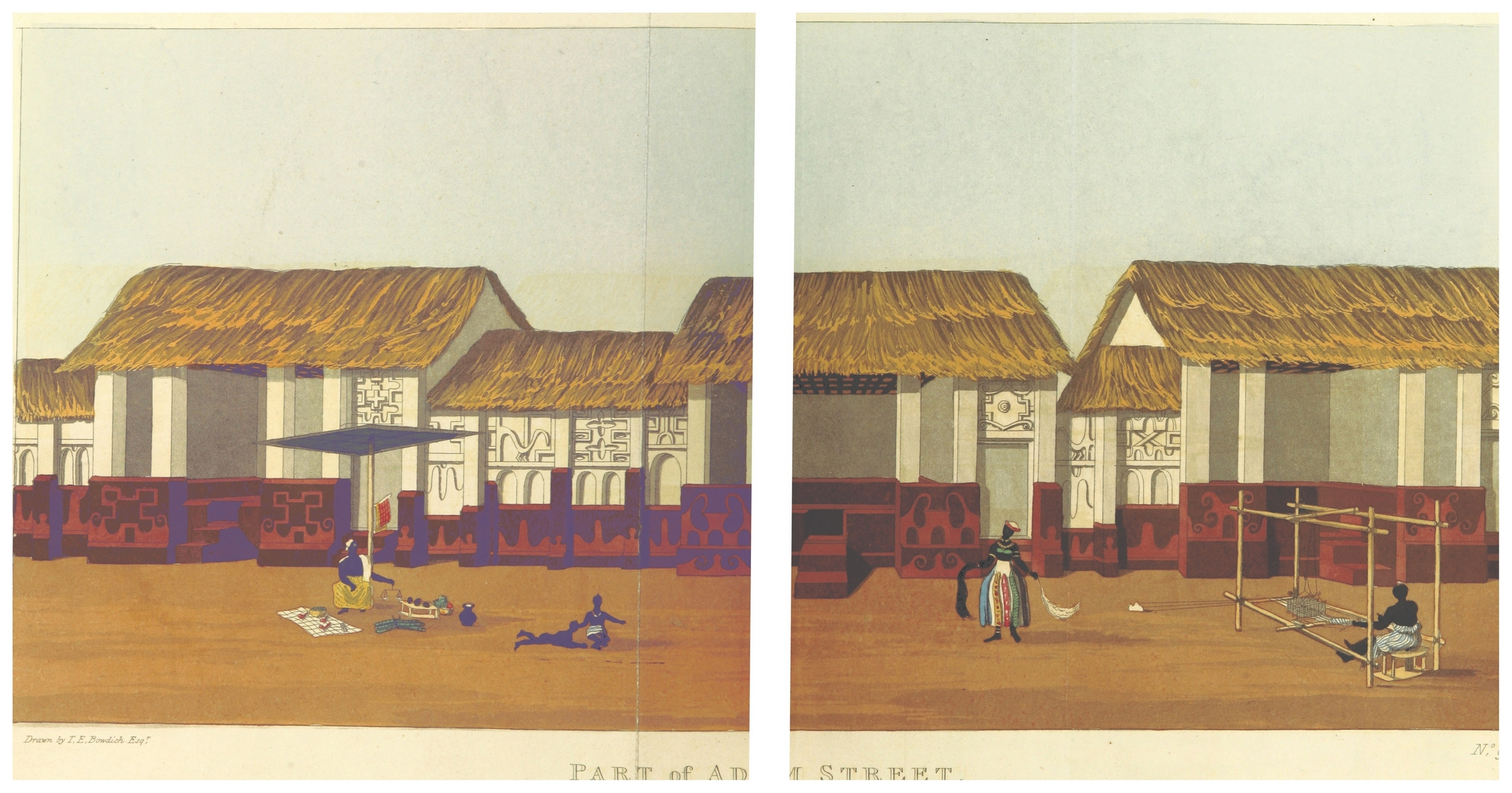
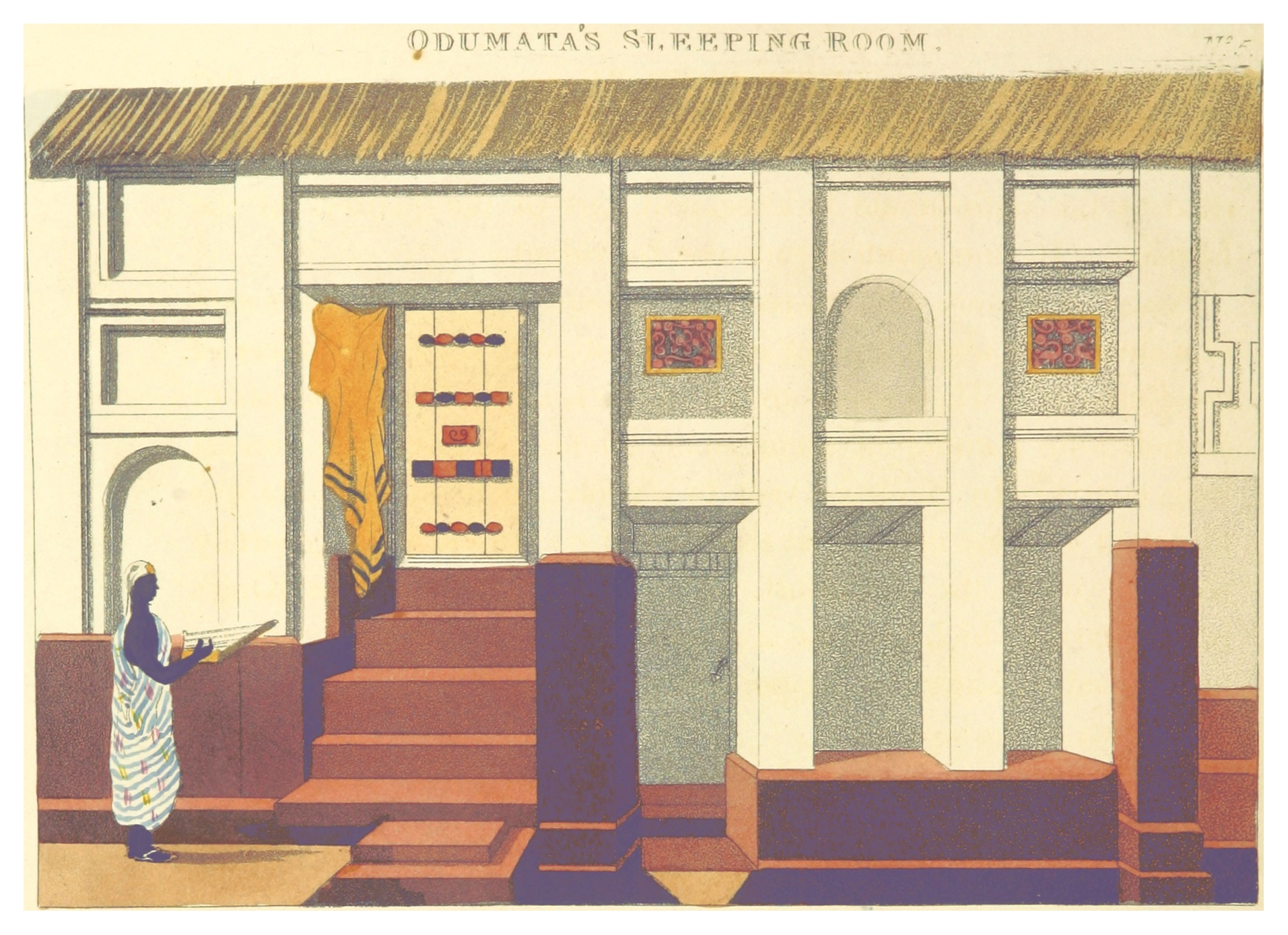

## وصلات خارجية
- "Asantemanhong group co., ltd : Our company(JVC - Ghana & Korea) was founded with the king, Ghana, Asante, Ghana 's national interests and prosperity of Africa"
- Encyclopedia - Britannica Online Encyclopedia
- UC San Diego - Language Program - Directed Study
- BBC News | Africa | Funeral rites for Ashanti king
- Encyclopedia - Britannica Online Encyclopedia
- BBC Country Profile - Ghana
- Encyclopædia Britannica, Country Page - Ghana
- CIA World Factbook - Ghana
- Ghana على مشروع الدليل المفتوح
- US State Department — Ghana includes Background Notes, Country Study and major reports
- Ghana: And Annotated List of Books and Other Resources for Teaching About Ghana
- Asante Catholicism at Googlebooks
- Ashanti Page at the Ethnographic Atlas, maintained at Centre for Social Anthropology and Computing, University of Kent, Canterbury
- Ashanti Kingdom at the Wonders of the African World, at PBS
- Ashanti Culture contains a selected list of Internet sources on the topic, especially sites that serve as comprehensive lists or gateways
- The Story of Africa: Asante — BBC World Service
- Web dossier about the Asante Kingdom: African Studies Centre  [لغات أخرى]‏, Leiden

قالب:Akan states